# Pseudoplasticidade

## Introdução
Pseudoplasticidade é uma propriedade exibida por alguns materiais nos quais a viscosidade diminui com o aumento da tensão de corte (ou de cisalhamento). Esta propriedade aparece em fluidos resultantes de soluções complexas, tais como lava, ketchup (pela adição de goma xantana), cremes batidos, sangue, tintas e vernizes de unhas. A propriedade é frequente em soluções de polímeros e em polímeros fundidos.
A pseudoplasticidade é crucial em diversas áreas, pois influencia o comportamento e processamento de materiais. Na engenharia química e de materiais, é essencial na fabricação de fluidos como polímeros, tintas e adesivos, além de processos industriais de mistura e transporte de líquidos. Em medicina e biotecnologia, é aplicada no estudo de fluidos corporais, como sangue, e no desenvolvimento de medicamentos, como géis. Na indústria alimentícia, facilita o escoamento de produtos como ketchup e iogurte, mantendo a textura. Em cosméticos, melhora a aplicação de cremes e loções, preservando a viscosidade após o uso. No setor de petróleo e gás, auxilia no transporte de lamas de perfuração e óleos pesados. Já na impressão 3D, permite que materiais fluam sob pressão, mas mantenham a forma depois. Portanto, a pseudoplasticidade é relevante quando a viscosidade dos líquidos impacta seu manuseio e funcionalidade.

## Características
A pseudoplasticidade é um dos vários comportamentos reológicos que descrevem como os materiais fluem e respondem às forças. As diferenças de outros comportamentos são as seguintes:
1. Fluido Newtoniano

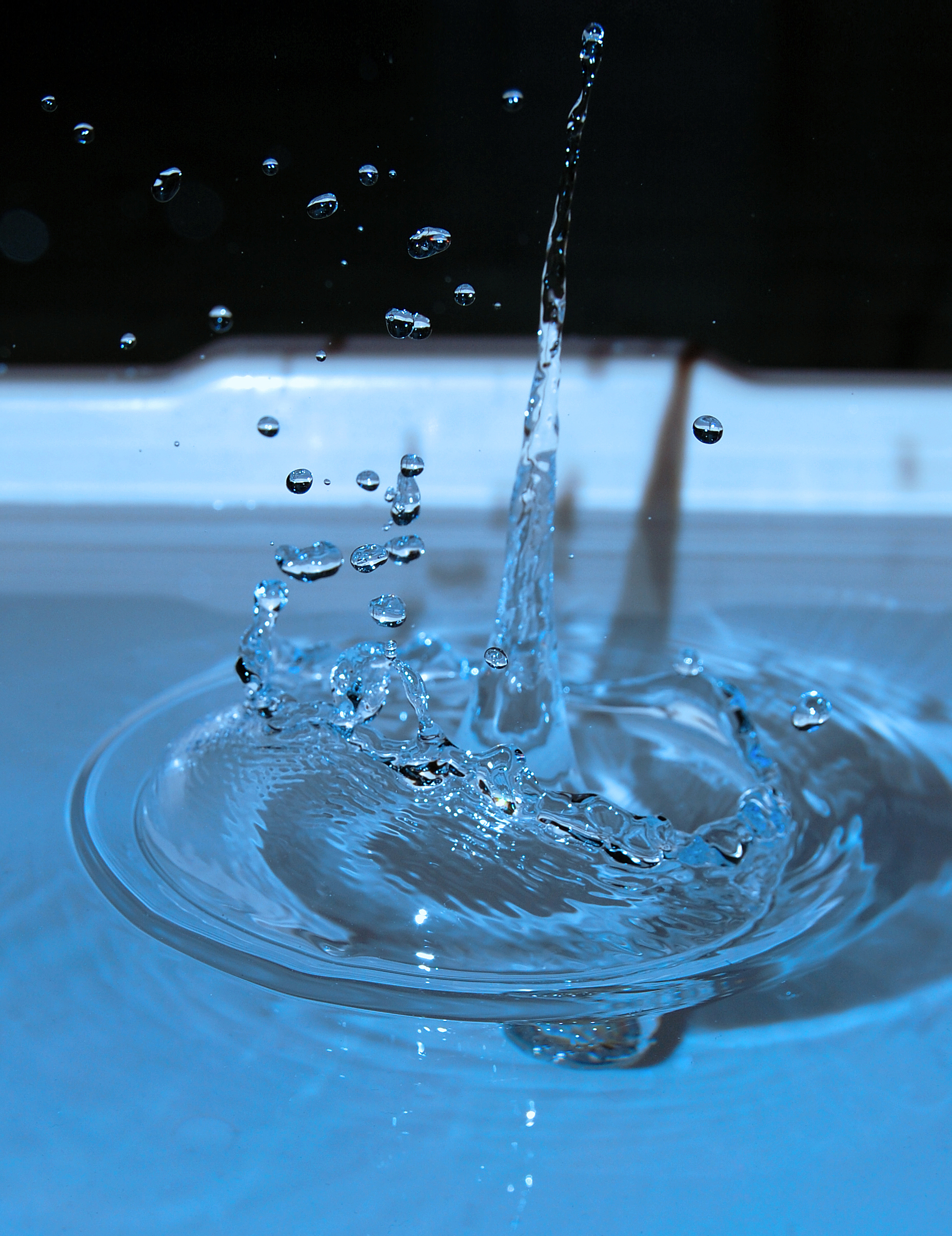
A água é um fluido newtoniano

Comportamento: A viscosidade é constante independentemente da taxa de cisalhamento.
Exemplos: Água, óleo mineral, ar.
Diferença: Em um fluido pseudoplástico, a viscosidade diminui com o aumento da taxa de cisalhamento, enquanto em um fluido newtoniano a viscosidade não muda.
2. Expansão de Líquidos
Comportamento: À medida que a taxa de cisalhamento aumenta, a viscosidade aumenta (também chamado de espessamento de cisalhamento).
Exemplo: Uma suspensão concentrada, tal como amido, em água (uma mistura conhecida como “areia movediça”).
Diferença: O comportamento é oposto ao da pseudoplasticidade. Os fluidos pseudoplásticos tornam-se mais finos devido ao cisalhamento, enquanto os fluidos  dilatantes tornam-se mais viscosos.
3. Fluidos Tixotrópicos
Comportamento: A viscosidade diminui com o tempo quando uma carga constante é aplicada, mas retorna ao seu valor original quando a carga é removida. Este comportamento depende não apenas da taxa de cisalhamento, mas também do tempo.
Exemplos: Géis, argilas etc.
Diferença: A pseudoplasticidade depende apenas da taxa de cisalhamento, enquanto a tixotropia depende do tempo e do histórico de exposição ao estresse.
4. Fluidos Reopéticos
Comportamento: Sob carga constante, a viscosidade aumenta com o tempo (o oposto da tixotropia).
Exemplos: Algumas suspensões e materiais complexos sob certas condições.
Diferença: A pseudoplasticidade é independente do tempo, apenas da taxa de cisalhamento.
Estas distinções são essenciais para a correta identificação e aplicação de materiais em múltiplos contextos industriais e científicos.

## Fórmula
Fluidos não newtonianos têm propriedades reológicas que diferem dos fluidos newtonianos, pois a viscosidade varia com a taxa de deformação. Uma fórmula comum para descrever o comportamento de fluidos não newtonianos é a Equação da Lei da Potência (Power Law Equation), dada por:
τ = K ⋅ γ̇ⁿ

### Onde:
- τ: Tensão de cisalhamento (Pa)
- γ̇: Taxa de deformação (ou gradiente de velocidade,s-1)
- K: Consistência do fluido (Pa⋅sn)
- n: Índice de comportamento (adimensional)[7]

### Classificação dos Fluidos Não Newtonianos:
Dilatante (n>1): A viscosidade aumenta com a taxa de deformação.
Pseudoplástico (n<1): A viscosidade diminui com a taxa de deformação.
Newtoniano (n=1): Caso especial em que a viscosidade é constante (Lei de Newton).

## Exemplos de Materiais Pseudoplásticos
Materiais pseudoplásticos são materiais que apresentam  comportamento reológico em que a viscosidade diminui à medida que a taxa de deformação aumenta (ou seja, flui mais facilmente quando submetido a maiores forças de cisalhamento). Alguns exemplos comuns e respectivos benefícios da pseudoplasticidade são:
1.Soluções de polímeros (como PVA e CMC)
Descrição: Polímeros como  PVA (álcool polivinílico) e CMC (carboximetilcelulose) são frequentemente usados em soluções aquosas e apresentam comportamento pseudoplástico.
Vantagens: A viscosidade inerente destas soluções é uma vantagem para processos de aplicação como  tintas e adesivos. A viscosidade reduzida facilita o processo de aplicação (por exemplo, por pulverização ou pincel), enquanto a força de cisalhamento reduzida aumenta a viscosidade, garantindo assim uma boa adesão e desempenho após a aplicação.
2.Tintas e Revestimentos
Descrição: Muitas tintas, especialmente tintas à base de polímeros, apresentam comportamento pseudoplástico em que a viscosidade diminui quando  aplicadas com pincel ou rolo.
Vantagens: As propriedades pseudoplásticas permitem que a tinta flua facilmente durante a aplicação, evitando acúmulos e gotejamentos. Quando aplicada, a viscosidade aumenta, criando um acabamento uniforme.
3.Alimentos como ketchup e iogurte
Descrição: Alimentos como ketchup, maionese, iogurte e molhos possuem propriedades pseudoplásticas. Possui alta viscosidade quando aplicado com baixa taxa de expansão (como quando colocado em um prato ou  colher),  mas quando agitado ou aplicado sob maiores forças de cisalhamento (como ao apertar a garrafa ou misturar) significa alta viscosidade. A viscosidade diminui.
Vantagem: Para produtos como o ketchup, a pseudoplasticidade facilita a retirada do produto da garrafa, pois a viscosidade diminui à medida que a força aumenta (ao apertar a garrafa). No caso do iogurte, a menor viscosidade  facilita a mistura, e a maior viscosidade após a ingestão facilita a ingestão e o  controle da quantidade consumida.
Esses exemplos mostram como a pseudoplasticidade pode ser vantajosa em diversas situações, facilitando o processamento, a aplicação e o consumo de materiais.

## Mecanismos Físicos
No nível microscópico, a pseudoplasticidade é um fenômeno associado à resposta de partículas ou moléculas suspensas, como cadeias poliméricas, à tensão de cisalhamento aplicada a um fluido. No contexto de materiais como soluções e emulsões poliméricas, pode-se detalhar o seguinte:
1. Estrutura inicial (sem cisalhamento)
Quando um fluido pseudoplástico está em repouso ou sob baixa tensão de cisalhamento, suas partículas ou moléculas (por exemplo, cadeias poliméricas) estão em um estado mais desordenado e são menos propensas a se moverem em soluções poliméricas. , as correntes torcem ou formam estruturas compactas que criam resistência ao fluxo.  Microscopicamente, isso significa que as moléculas formam uma rede que interage entre si, impossibilitando o fluxo fácil do líquido e resultando em alta viscosidade.
2. Aplicando tensão de cisalhamento
Quando uma força de cisalhamento é aplicada (como ao misturar ou  aplicar um líquido), moléculas ou partículas começam a se alinhar e  esticar. Em materiais como soluções poliméricas (por exemplo, PVA ou CMC), as cadeias poliméricas originalmente enroladas ou comprimidas começam a se alinhar na direção do fluxo. Microscopicamente, as forças de cisalhamento esticam as cadeias e reduzem as interações entre  partículas ou moléculas. Este arranjo reduz a resistência interna ao movimento do fluido e reduz a viscosidade.
3. Aumento da deformação e  do fluxo
À medida que a taxa de cisalhamento aumenta, as moléculas ou cadeias  se deformam ainda mais, promovendo mais  movimento relativo entre elas. Quando as interações entre as moléculas tornam-se menos eficientes, o líquido torna-se mais “líquido” e a sua viscosidade diminui. Microscopicamente, as moléculas que anteriormente tinham estruturas que causavam resistência ao movimento têm agora menos obstáculos à interação e podem mover-se mais facilmente umas em relação às outras.
4. Restauração da estrutura após remoção do cisalhamento
Quando o cisalhamento é removido ou reduzido, as moléculas ou partículas tendem a retornar ao seu arranjo original e a viscosidade aumenta novamente. Em soluções poliméricas, as cadeias poliméricas podem recorrer ou  formar redes de interação, resultando em maior resistência ao fluxo.

## Aplicações Industriais
A pseudoplasticidade é uma propriedade importante em diversas indústrias porque afeta o processamento e o desempenho dos materiais. Aqui estão algumas aplicações industriais relacionadas.
1. Indústria alimentícia:
Importância: A pseudoplasticidade torna mais eficiente o manuseio e o transporte de diversos alimentos, incluindo ketchup, maionese, iogurte, molhos e cremes. É essencial que esses produtos apresentem uma viscosidade adequada para prevenir vazamentos, ao mesmo tempo que sejam de fácil aplicação em diferentes situações.
Na fabricação de ketchup, a pseudoplasticidade possibilita que o produto seja bombeado com facilidade ao longo da linha produtiva, apesar de sua consistência densa. Contudo, ao ser dispensado (por exemplo, ao pressionar uma garrafa), a viscosidade do ketchup se reduz, permitindo que ele flua com maior fluidez quando submetido a forças de cisalhamento. Essa característica aprimora a vivência do consumidor e torna o manuseio no processo de produção mais conveniente.
Benefícios: A viscosidade reduz-se com o aumento da taxa de cisalhamento, o que possibilita um processamento mais eficiente dos alimentos, além de reduzir o consumo de energia e o tempo necessário para transporte e processamento.
2. Cosméticos e produtos de higiene pessoal
Importância: Itens de beleza, como cremes, loções, xampus e géis, costumam exibir comportamento pseudoplástico. Esses produtos são elaborados para facilitar a aplicação e a espalhabilidade na pele e nos cabelos. No entanto, é essencial manter uma viscosidade estável para prevenir vazamentos indesejados.
Nos umectantes, a pseudoplasticidade assegura que o produto possua uma viscosidade adequada para se manter na embalagem. No entanto, ao ser aplicado sobre a pele, ele se transforma em líquido e se distribui com facilidade.
Vantagens: A habilidade de diminuir a viscosidade quando submetidos à força de cisalhamento torna os produtos cosméticos mais simples de aplicar e manusear, oferecendo uma textura leve e sem pegajosidade, além de preservar sua consistência ao longo do período de armazenamento.
3. Indústria Petroquímica:
Importância: Em diversas operações de transporte de fluidos na indústria petroquímica, como no deslocamento de petróleo bruto, produtos químicos e fluidos densos, a pseudoplasticidade é uma característica valorizada para aumentar a eficiência do transporte. Fluidos com essa propriedade podem ser bombeados e transportados por tubulações de forma mais simples, mesmo que apresentem uma viscosidade aparentando ser maior.
O transporte de misturas ou emulsões de petróleo pode aproveitar a pseudoplasticidade, já que essas combinações apresentam uma diminuição na viscosidade ao serem submetidas a forças de cisalhamento, como acontece nas bombas ou nas tubulações. Essa propriedade resulta em uma redução nos custos energéticos para movimentar o fluido.
Benefícios: A característica pseudoplástica possibilita que os líquidos sejam transportados com maior facilidade em situações de alta viscosidade, diminuindo a exigência por pressões excessivamente elevadas e sistemas de bombeamento mais robustos, o que torna os processos mais rentáveis e eficazes.

## Modelo de Carreau

### Modelo de Carreau no Contexto de Pseudo-Plasticidade
O modelo de Carreau é amplamente utilizado para descrever o comportamento reológico de fluidos não newtonianos, especialmente aqueles que apresentam pseudo-plasticidade, como soluções poliméricas, suspensões e certos fluidos biológicos. A pseudo-plasticidade é caracterizada pela redução da viscosidade aparente do fluido com o aumento da taxa de cisalhamento, fenômeno comumente referido como "afinamento por cisalhamento".

#### Expressão Matemática do Modelo de Carreau
O modelo de Carreau pode ser expresso pela seguinte equação:
Onde: η(γ˙)=η∞+(η0−η∞)[1+(λγ˙)2](n−1)/2
- η(γ˙): viscosidade aparente como função da taxa de cisalhamento (γ˙).
- η0: viscosidade em baixas taxas de cisalhamento (limite para γ˙→0 ).
- η∞: viscosidade em altas taxas de cisalhamento (limite para γ˙→∞ ).
- λ: parâmetro de tempo característico que descreve o tempo de relaxação do fluido.
- n: índice de comportamento de fluxo, que indica o grau de pseudo-plasticidade (n<1 para fluidos pseudo-plásticos).

#### Interpretação Física
O modelo ilustra a mudança progressiva de um comportamento viscoso quase newtoniano em baixas taxas de cisalhamento (η≈η0) para uma condição de afinamento sob cisalhamento em taxas maiores. Essa mudança é influenciada pelos parâmetros λ e n, que determinam a velocidade da redução da viscosidade e a magnitude do afinamento, respectivamente.

#### Importância no Estudo da Pseudo-Plasticidade
A pseudo-plasticidade é uma característica fundamental em diversos processos industriais e biológicos, como na formulação de tintas, polímeros, alimentos e fluidos orgânicos. O modelo de Carreau possibilita a previsão e a adaptação do comportamento reológico desses materiais, tornando mais simples o desenvolvimento de máquinas e processos para transporte, mistura e aplicação.

#### Limitações
Embora o modelo de Carreau seja altamente eficaz para descrever a pseudo-plasticidade em muitos casos, ele não é adequado para fluidos que exibem comportamento tixotrópico ou histerese, que requerem modelos mais complexos.
Em suma, o modelo de Carreau é uma ferramenta fundamental para a engenharia e ciência de materiais, oferecendo uma descrição quantitativa robusta do comportamento reológico de fluidos pseudo-plásticos.

## Modelo de Carreau em Python
Em Python, pode-se usar a biblioteca SciPy para resolver a equação de viscosidade de Carreau, aplicando-a a um fluido em movimento:
```
import
 
numpy
 
as
 
np

import
 
matplotlib.pyplot
 
as
 
plt

# Definindo parâmetros do modelo de Carreau

lambda_
 
=
 
0.1
  
# tempo característico

n
 
=
 
0.5
  
# índice de deformação

mu_0
 
=
 
0.5
  
# viscosidade a baixa taxa de deformação

mu_inf
 
=
 
0.1
  
# viscosidade a alta taxa de deformação

# Função de viscosidade de Carreau

def
 
viscosidade_carreau
(
gamma_dot
):

    
return
 
mu_inf
 
+
 
(
mu_0
 
-
 
mu_inf
)
 
*
 
(
1
 
+
 
(
lambda_
 
*
 
gamma_dot
)
 
**
 
2
)
 
**
 
((
n
 
-
 
1
)
 
/
 
2
)

# Valores de taxa de deformação

gamma_dot_values
 
=
 
np
.
linspace
(
0.1
,
 
100
,
 
100
)

# Calculando a viscosidade

viscosity_values
 
=
 
viscosidade_carreau
(
gamma_dot_values
)

# Plotando o gráfico

plt
.
plot
(
gamma_dot_values
,
 
viscosity_values
)

plt
.
xlabel
(
'Taxa de Deformação (gamma_dot)'
)

plt
.
ylabel
(
'Viscosidade'
)

plt
.
title
(
'Comportamento Pseudoplástico - Modelo de Carreau'
)

plt
.
show
()

```

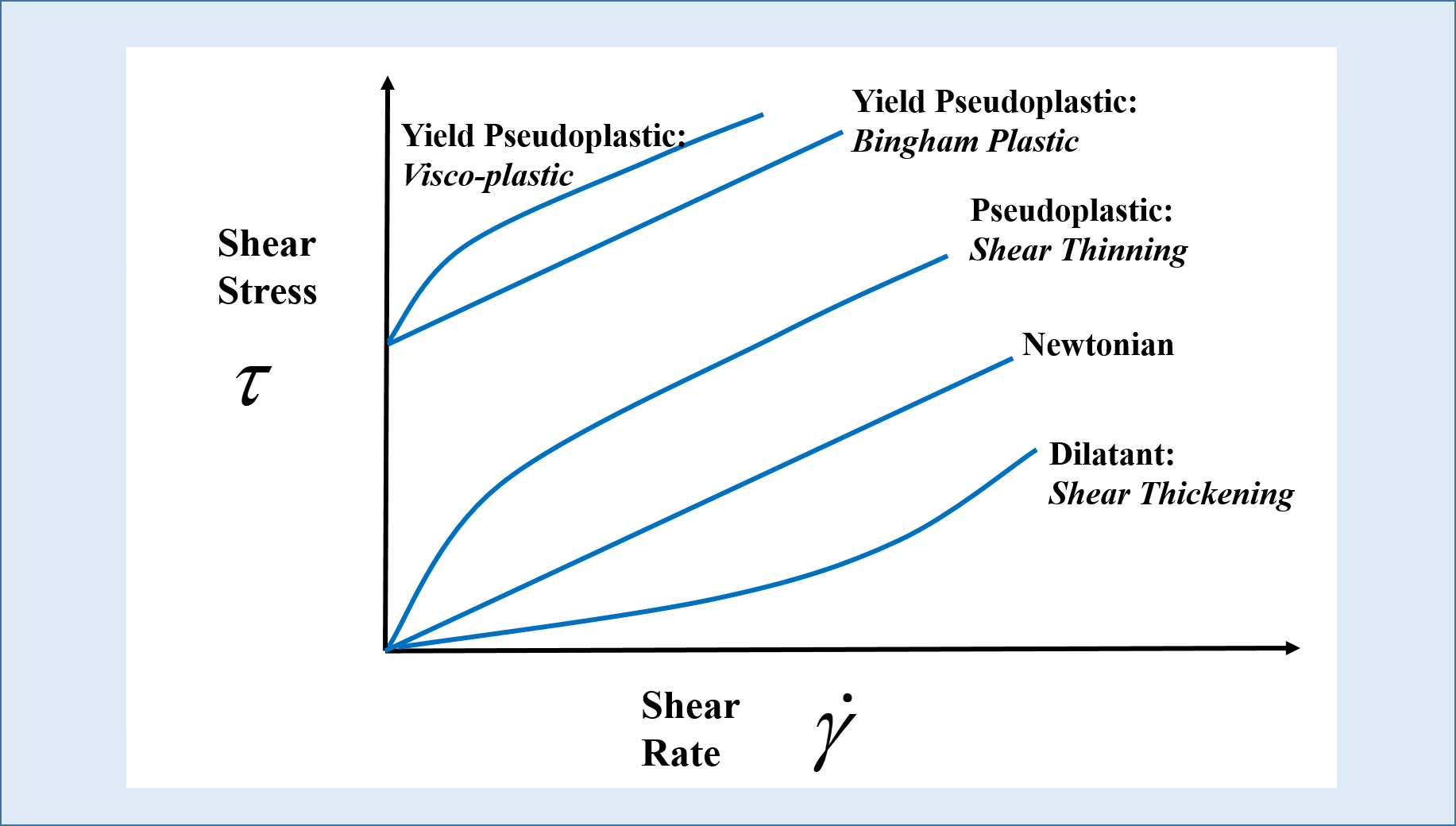
Gráfico do Modelo de Carreau

Este código gera um gráfico que ilustra como a viscosidade de um fluido pseudoplástico diminui à medida que a taxa de deformação aumenta, ajudando na visualização desse fenômeno em termos computacionais.

## Conclusão
A pseudoplasticidade é uma importante característica reológica que afeta muitos processos em setores industriais e científicos. A redução da viscosidade com o aumento da taxa de cisalhamento facilita a manipulação dos materiais, o que é benéfico em diversas áreas, como na indústria de alimentos, cosméticos, petroquímica e farmacêutica. Além disso, o comportamento pseudoplástico pode ser eficientemente modelado por meio da equação de Carreau, que proporciona uma representação precisa dessa característica em materiais como soluções poliméricas e fluidos biológicos. Embora o modelo de Carreau seja bastante utilizado, ele tem suas limitações em casos que envolvem tixotropia ou histerese, demandando modelos mais sofisticados. Contudo, entender a pseudoplasticidade é vital para aprimorar processos de produção, transporte e utilização de materiais, além de potencializar a experiência do consumidor e a eficiência nas indústrias.